# Campeonato Europeo de Triatlón de 2010
El XXVI Campeonato Europeo de Triatlón se celebró en Athlone (Irlanda) entre el 3 y el 4 de julio de 2010 bajo la organización de la Unión Europea de Triatlón (ETU) y la Federación Irlandesa de Triatlón.

## Resultados
| Evento       | Oro                                                                              | Plata                                                                                    | Bronce               |
| ------------ | -------------------------------------------------------------------------------- | ---------------------------------------------------------------------------------------- | -------------------- |
| Masculino    | Alistair Brownlee Reino Unido                                                    | Javier Gómez Noya · España                                                               | David Hauss Francia  |
| Femenino     | Nicola Spirig · Suiza                                                            | Carole Péon Francia                                                                      | Lisa Nordén · Suecia |
| Relevo mixto | Rusia · Irina Abysova · Olga Dmitriyeva · Alexandr Briujankov · Yuliyan Malyshev | Italia · Annamaria Mazzetti · Jonathan Ciavattella · Charlotte Bonin · Alessandro Fabian | —                    |

### Masculino
| Puesto            | Triatleta            | País        |       |       |       | Final   |
| ----------------- | -------------------- | ----------- | ----- | ----- | ----- | ------- |
| Medalla de oro    | Alistair Brownlee    | Reino Unido | 17:03 | 54:56 | 30:54 | 1:44:24 |
| Medalla de plata  | Javier Gómez Noya    | España      | 16:57 | 54:59 | 31:30 | 1:45:04 |
| Medalla de bronce | David Hauss          | Francia     | 17:52 | 55:18 | 30:42 | 1:45:31 |
| 4                 | João Silva           | Portugal    | 17:24 | 55:49 | 30:41 | 1:45:33 |
| 5                 | Laurent Vidal        | Francia     | 17:33 | 55:32 | 30:55 | 1:45:40 |
| 6                 | Bruno Pais           | Portugal    | 18:02 | 55:13 | 31:00 | 1:45:45 |
| 7                 | Alexandr Briujankov  | Rusia       | 17:25 | 55:49 | 30:55 | 1:45:49 |
| 8                 | Vladimir Turbayevski | Rusia       | 17:27 | 55:38 | 31:10 | 1:45:54 |

### Femenino
| Puesto            | Triatleta            | País    |       |         |       | Final   |
| ----------------- | -------------------- | ------- | ----- | ------- | ----- | ------- |
| Medalla de oro    | Nicola Spirig        | Suiza   | 19:00 | 1:02:25 | 34:54 | 1:57:58 |
| Medalla de plata  | Carole Péon          | Francia | 18:53 | 1:02:32 | 35:06 | 1:58:09 |
| Medalla de bronce | Lisa Nordén          | Suecia  | 18:50 | 1:02:32 | 35:16 | 1:58:20 |
| 4                 | Ainhoa Murua         | España  | 18:40 | 1:02:40 | 35:26 | 1:58:34 |
| 5                 | Aileen Reid          | Irlanda | 18:38 | 1:02:43 | 35:43 | 1:58:52 |
| 6                 | Magali Messmer       | Suiza   | 18:49 | 1:02:36 | 35:52 | 1:58:59 |
| 7                 | Alexandra Razarenova | Rusia   | 18:52 | 1:02:35 | 35:55 | 1:59:02 |
| 8                 | Annamaria Mazzetti   | Italia  | 18:51 | 1:02:35 | 35:55 | 1:59:05 |

### Relevo mixto
| Puesto            | País   | R1    | R2    | R3    | R4    | Final   |
| ----------------- | ------ | ----- | ----- | ----- | ----- | ------- |
| Medalla de oro    | Rusia  | 19:41 | 17:49 | 20:18 | 17:46 | 1:15:32 |
| Medalla de plata  | Italia | 19:34 | 18:03 | 20:24 | 18:09 | 1:16:09 |
| Medalla de bronce | —      | —     | —     | —     | —     | —       |

## Medallero
| Núm. | País        | Oro | Plata | Bronce | Total |
| ---- | ----------- | --- | ----- | ------ | ----- |
| 1    | Reino Unido | 1   | 0     | 0      | 1     |
| 1    | Rusia       | 1   | 0     | 0      | 1     |
| 1    | Suiza       | 1   | 0     | 0      | 1     |
| 4    | Francia     | 0   | 1     | 1      | 2     |
| 5    | España      | 0   | 1     | 0      | 1     |
| 5    | Italia      | 0   | 1     | 0      | 1     |
| 7    | Suecia      | 0   | 0     | 1      | 1     |
|      | TOTAL       | 3   | 3     | 2      | 8     |